# Павлов, Иван Васильевич
Ива́н Васи́льевич Па́влов (7 февраля 1909, Буинск — 12 декабря 1972, Москва) — советский учёный-правовед, доктор юридических наук, профессор, специалист по земельному, колхозному и аграрному праву, основатель кафедры колхозного права СЮИ, заведующий кафедрой земельного и колхозного права МГУ, заместитель директора Института государства и права АН СССР, главный редактор журнала «Советское государство и право», Заслуженный деятель науки РСФСР.

## Биография
Иван Васильевич Павлов родился 7 февраля 1909 года в г. Буинске Симбирской губернии (ныне Республика Татарстан).
- 1932 год — закончил Казанский институт советского права.
- 1932 год — 1935 год — обучение в аспирантуре Казанского института советского права.
- 1935 год — 1936 год — заведующий кафедрой государства и права Саратовского юридического института им. Д. И. Курского, читает курс лекций общей теории государства и права.
- 1936 год — 1941 год — основатель и заведующий кафедрой колхозного права Саратовского юридического института им. Д. И. Курского.
- 1939 год — защита диссертации на соискание учёной степени кандидата юридических наук на тему «Право социалистического колхозного землепользования» под руководством А. Н. Никитина во Всесоюзном институте юридических наук НКЮ СССР.
- сентябрь 1941 года — 1946 год — служба в должности военного следователя. Демобилизован в звании капитана юстиции.
- 1946 год — 1951 год — возвратился к преподавательской работе. Заведующий кафедрой гражданского права Саратовского юридического института им. Д. И. Курского.
- 1950 год — защита диссертации на соискание учёной степени доктора юридических наук на тему «Правовые формы организации управления в колхозах» при консультировании Н. Д. Казанцева.
- 1951 год — присвоено звание доктора юридических наук.
- 1951 год — 1954 год — преподаватель Московского государственного университета.
- 5 февраля 1952 год — 26 августа 1954 год — заведующий кафедрой колхозного и земельного права юридического факультета Московского государственного университета.
- 1954 год — присвоено звание профессора.
- 1954 год — 1962 год — заместитель директора Института государства и права АН СССР.
- 1955 год — 1958 год — главный редактор журнала «Советское государство и право».
- 1962 год — 1972 год — заведующий лабораторией конкретных социально-правовых исследований и заведующий сектором истории государства, права и юридической науки Института государства и права АН СССР.

Павловым И. В. опубликовано более 200 научных, учебных и научно-популярных работ по вопросам колхозного, земельного и аграрного права. Активно занимался законотворческой деятельностью. Являлся председателем экспертной комиссии по юридическим наукам, членом ВАК. Являлся действительным членом итальянского Института Международного сравнительного аграрного права, членом Научно-консультативного совета при Верховном Суде СССР, членом Научно-консультативного совета при Прокуратуре СССР.
Умер 12 декабря 1972 года в Москве. Урна с прахом захоронена в колумбарии на Рогожском кладбище.

## Награды
- Орден «Знак Почёта»
- Медаль «За доблестный труд в Великой Отечественной войне 1941—1945 гг.»
- Заслуженный деятель науки РСФСР

## Избранные публикации
- Венедиктов А. В., Павлов И. В. Гражданско-правовая охрана социалистической собственности в СССР / Павлов И. В.. — М.: Издательство АН СССР, 1954. — 267 с.
- Григорьев В. К., Ерофеев Б. В., Липецкер М. С., Павлов И. В. Земельное и колхозное право. Учебное пособие / Павлов И. В.. — М.: Госюриздат, 1957. — 271 с.
- Гурвич М. А., Дембо Л. И., Казанцев Н. Д., Никитин А. Н., Павлов И. В., Рускол А. А., Толстой П. М., Фукс С. Л. Земельное право. Учебник / Никитин А. Н., Павлов И. В., Рускол А. А.. — М.: Издательство НКЮ СССР, 1940. — 256 с.
- Павлов И. В. Колхозный двор и его правовое положение. — М.: Госюриздат, 1954. — 63 с.
- Павлов И. В. Колхозное право. Учебник. — М.: Госюриздат, 1960. — 371 с.

### Биография
- Демидов А. И., Бичехвост А. Ф., Тяпугина Н. Ю., Маторина Е. И. Энциклопедия нашей жизни. — Саратов: СГАП, 2006. — С. 266—267. — 439 с. — 1500 экз. — ISBN 5-7924-0427-5.
- 60-летие профессора И. В. Павлова // Советское государство и право : журнал. — 1969. — № 2. — С. 145.
- Бобылев А. И., Козырь М. И. Корифей советской аграрно-правовой науки: к 100-летию И. В. Павлова // Право и государство : журнал. — 2009. — № 10. — С. 147—152.
- Павлов Иван Васильевич: некролог // Советское государство и право : журнал. — 1973. — № 3. — С. 140.
- Бобылев А. И., Козырь М. И. Памяти Ивана Васильевича Павлова: к 75-летию со дня рождения // Советское государство и право : журнал. — 1984. — № 2. — С. 114—117.
- Бобылев А. И., Козырь М. И. Корифей советской аграрно-правовой науки: к 100-летию И. В. Павлова // Аграрное и земельное право : журнал. — 2009. — № 4. — С. 4—9.

### Критика
- Дембо Л. И. И. В. Павлов. Правовые формы управления делами в колхозах. Госюриздат, М., 1955, 249 с.: (Рецензия) // Советское государство и право : журнал. — 1956. — № 2. — С. 140—144.
- Басин Ю. Г., Покровский Б. В., Шайбеков К. А. Н. Д. Казанцев, И. В. Павлов, М. И. Козырь, А. И. Волков, Г. В. Иванов. Право колхозной собственности. Под ред. Н. Д. Казанцева. Госюриздат, М., 1961, 355 с.: (Рецензия) // Советское государство и право : журнал. — 1962. — № 3. — С. 143—145.